# Rasmus Würtz
Rasmus Würtz (født 18. september 1983) er en tidligere dansk fodboldspiller, der spillede for AaB.
Würtz spillede fortrinsvis på den centrale defensive midtbane.

## Karriere
Han er født i Skive og startede sin karriere i Skive IK. Han fik sin seniordebut for klubben i 1. division. 

### AaB (2002-2007)
Han skrev i november 2001 under på en treethalvtårig aftale med AaB. Han blev efterfølgende udlejet tilbage til Skive IK i seks måneder, hvor han færdiggjorde 2001-02-sæsonen. I juli 2002 startede han i klubben. Han fik sin debut i Superligaen i sæsonens første runde den 28. juli 2002, da både Peter Tranberg og Henrik Rasmussen var skadet. Han blev hurtigt en fast integreret del af holdet, idet han spillede 32 ud af 33 superligakampe i første sæson i AaB.

### F.C. København (2007-2009)
Würtz skiftede til FC København i 2007 fra AaB. Würtz opnåede i starten af sin tid i FC København en del spilletid, men svingende præstationer og skader medførte, at han fik vanskeligt ved at få tilstrækkelig med spilletid for FCK. Som følge heraf blev han i januar 2009 udlejet på en halvårig lejekontrakt til Vejle Boldklub. 
Efter udløbet af lejekontrakten var Würtz tilbage i FC Københavns trup. Efter nogle dage underskrev Würtz en fireårig kontrakt med sin gamle klub AaB. og den 22/5 2014 spillede han på landsholdet efter nogle år.

### AaB (2009-)
Få dage efter, at lejekontrakten med Vejle Boldklub var udløbet, skiftede Würtz til AaB den 9. juli 2009, som han havde spillet for i perioden 2002-2007 og desuden var anfører for. Han skrev under på en fireårig kontrakt.
Efter Lars Søndergaards ankomst til AaB i sommeren 2015 udnævnte han Rasmus Würtz til ny anfører i klubben, der inden skiftet havde været Thomas Augustinussen med Rasmus Würtz i rollen som viceanfører. Den 6. januar 2016 blev det offentliggjort, at Rasmus Würtz havde skrevet under på en forlængelse af kontrakten, således parterne har papir på hinanden frem til 30. juni 2018.
Den 22. marts 2019 annoncerede Würtz, at han stoppede karrieren ved sæsonen 2018/19's udløb.

## Landsholdskarriere
Mens han spillede for Skive IK, repræsenterede han flere af Danmarks ungdomslandshold og deltog samtidig ved U/16 Europamesterskabet i fodbold 2000. Würtz var en del af holdet ved U/18 Europamesterskabet i fodbold 2001, hvor han var blandt Danmarks bedste spillere. I foråret 2001 blev han udnævnt til Årets U/19-spiller af DBU.
Würtz fik sin debut for Danmarks U/21-fodboldlandshold i august 2002. Han spillede 17 kampe for U/21-landsholdet i perioden frem til februar 2005, hvor han samtidig blev udnævnt til kaptajn efter Jan Kristiansen i september 2004. Han debuterede for A-landsholdet den 2. juni 2005 i en venskabskamp mod Finlands fodboldlandshold, hvor han blev skiftet ind i stedet for Jon Dahl Tomasson i det 81. minut i en 1-0-sejr.
Efter at have fået sin debut for A-landsholdet var han kaptajn for U/21-landsholdet, der kvalificerede sig til U/21 Europamesterskabet i fodbold 2006 i maj 2006. Han var holdets kaptajn ved slutrunden, hvor han spillede fuld tid i Danmarks tre kampe og scorede mod Italiens U/21-fodboldlandshold. Efter turneringens afslutning faldt han for restriktionerne og havde da spillet 29 kampe for Danmarks U/21-landshold. Han blev udtaget til Ligalandsholdets tur til USA, El Salvador og Honduras i januar 2007. Her var han holdkaptajn og startede inde i alle tre kampe på turen.
Würtz spillede sin 8. og 9. A-landsholdskamp i sine første måneder i F.C. København, hvorefter han i den følgende periode ikke blev udtaget til landsholdet. Efter returneringen til AaB forblev han i periferien af landsholdet. Han blev udtaget til Ligalandsholdet og spillede tre kampe for holdet i januar 2010.

## Titler og hæder

### Klub
- AaB
  - Superligaen: 2013-14
  - DBU Pokalen: 2013-14

### Individuelt
- 2001 Årets U/19-spiller (DBU)[24]
- 2010 Årets mål i Superligaen[20]